# Scruffy Wallace

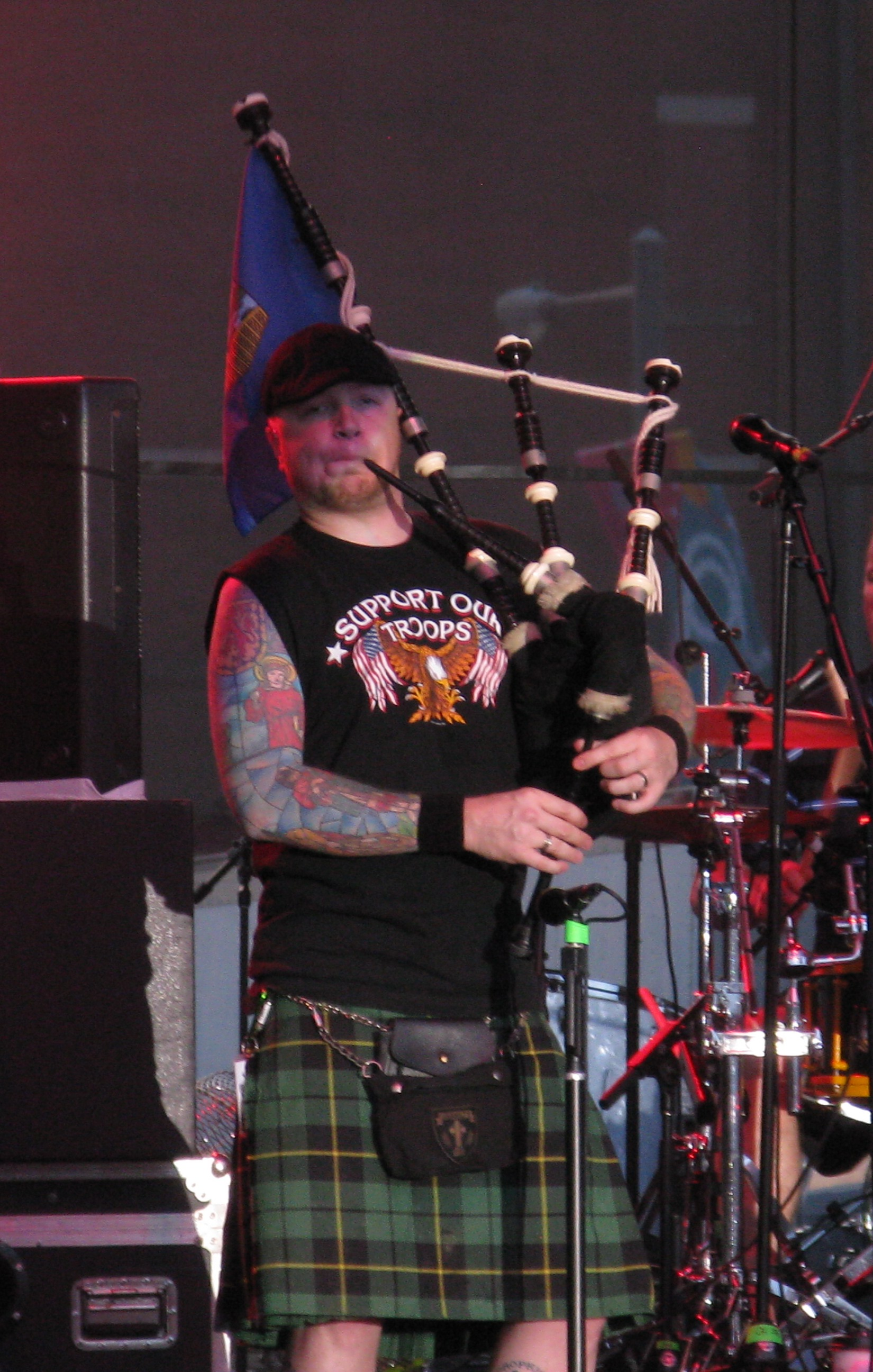
Scruffy Wallace auf dem School of Rock Festival 2008

Joshua L. „Scruffy“ Wallace ist ein US-amerikanischer Dudelsackspieler.

## Leben
Wallace wurde im Vereinigten Königreich geboren, siedelte mit seiner Familie in jungen Jahren jedoch nach Kanada über. Als Jugendlicher begann er mit dem Spielen von Bagpipes, im Alter von fünfzehn wurde er Mitglied der Calgary Highlander Cadet Corps.
Er ist verheiratet und hat einen Sohn. Aktuell lebt er mit seiner Familie in Dorchester, Massachusetts.
Wallace wurde 2003 Mitglied der irisch-amerikanischen Folk-Punk-Band Dropkick Murphys.
Im Juni 2015 stieg er aus und wurde im Februar 2016 offiziell als festes Bestandteil der Mahones vorgestellt.